# Rafie

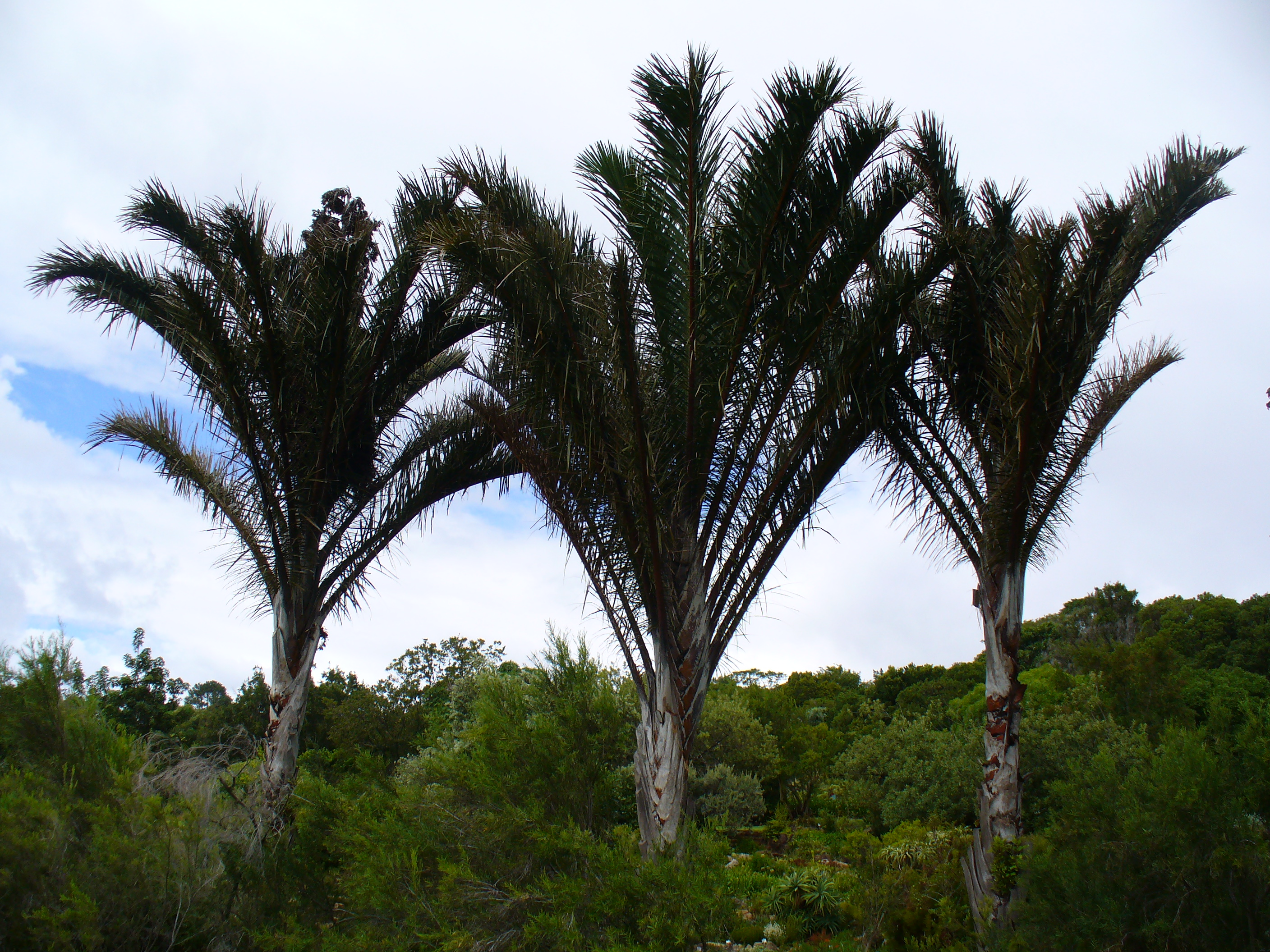

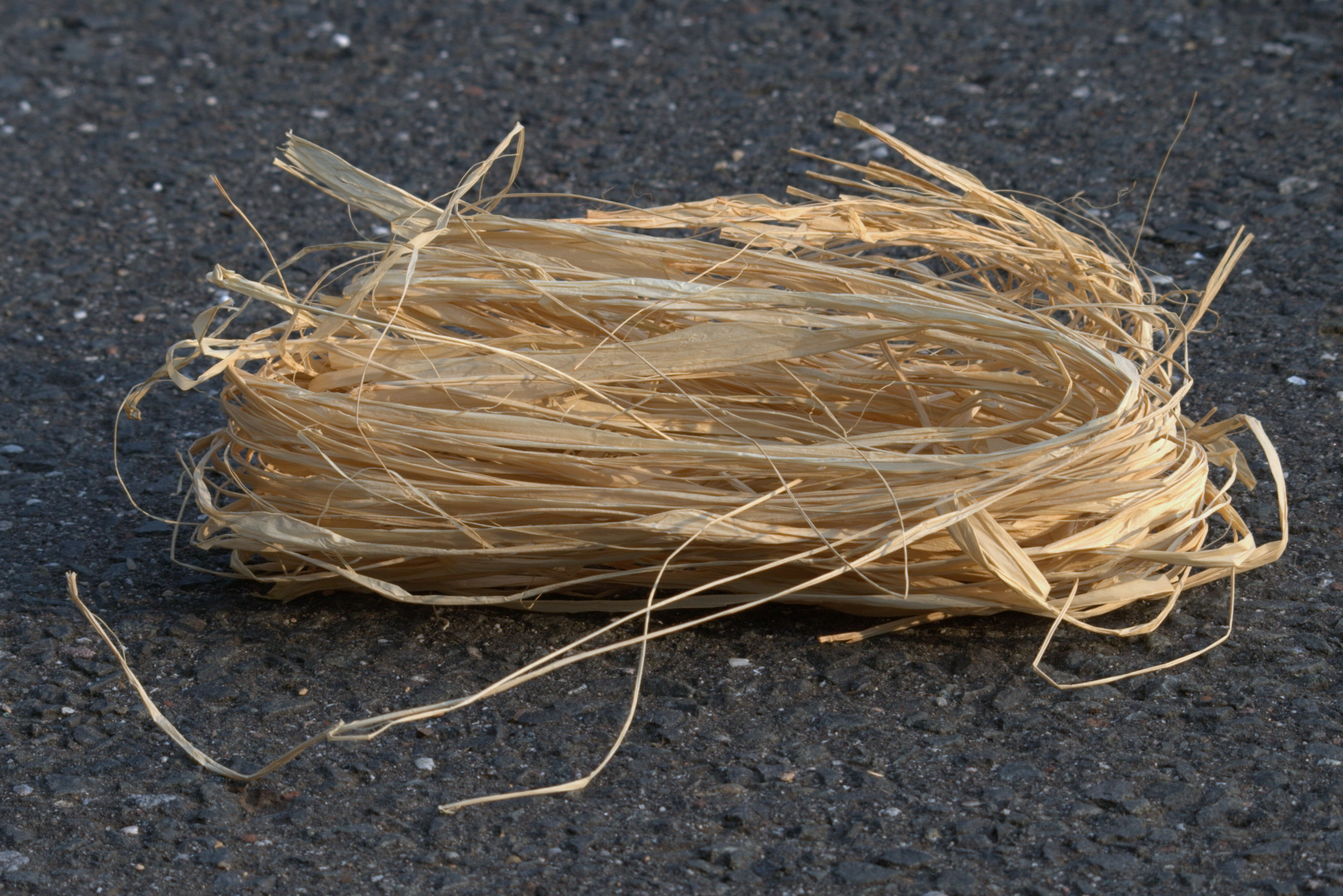

Rafia (Raphia) este un gen de plante care cuprinde 20 de specii de palmieri.
Acestea au cele mai lungi frunze din lumea vegetală, uneori ajungând până la 3 metri.
Datorită rezistenței lor, frunzele sunt folosite pentru gamă largă de aplicații. Sunt folosite pentru a produce saci, frânghie și alte textile, precum și în construcții, în special pentru construcția de acoperișuri.

## Specii

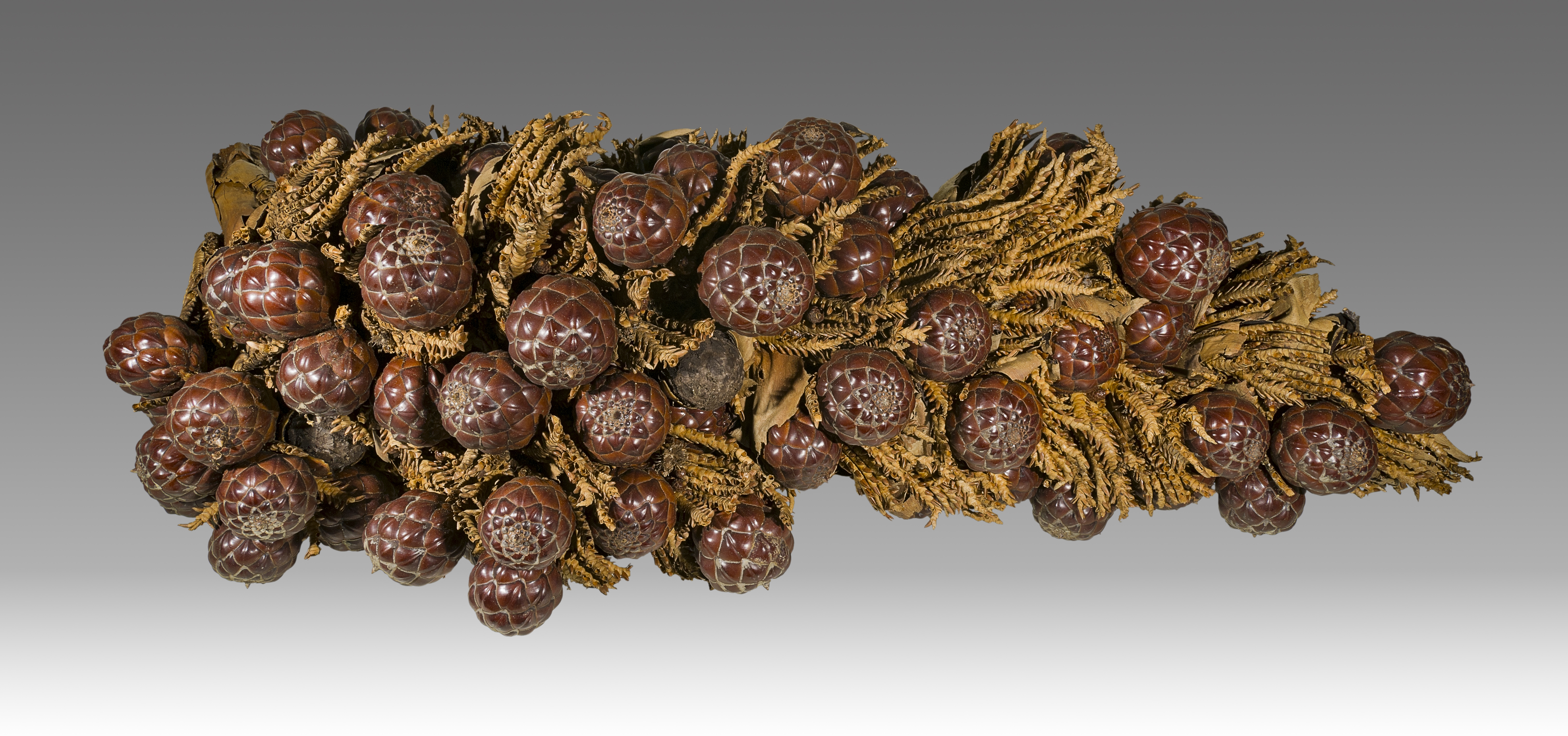
Fructe de rafie în Muséum de Toulouse

1. Raphia africana Otedoh - Nigeria, Camerun
2. Raphia australis Oberm. & Strey - Mozambic, Africa de Sud
3. Raphia farinifera (Gaertn.) Hyl. - Africa, de la Senegal până la Tanzania, spre sud până la Mozambic și Zimbabwe
4. Raphia gentiliana De Wild. - Zaïre, Republica Centrafricană
5. Raphia hookeri G.Mann & H.Wendl. - western and central Africa from Liberia to Angola
6. Raphia laurentii De Wild. - Angola, Zair, Republica Centrafricană
7. Raphia longiflora G.Mann & H.Wendl. - din Nigeria până în Zair
8. Raphia mambillensis Otedoh - Nigeria, Camerun, Republica Centrafricană, Sudan
9. Raphia mannii Becc. - Nigeria, Bioko
10. Raphia matombe De Wild. - Cabinda,  Zair
11. Raphia monbuttorum Drude - Nigeria, Cameroon, Ciad, Republica Centrafricană, South Sudan
12. Raphia palma-pinus (Gaertn.) Hutch. - Africa de vest, din Liberia până în Cabinda
13. Raphia regalis Becc. - Africa centrală, din Nigeria până în Angola
14. Raphia rostrata Burret - Cabinda, Zair
15. Raphia ruwenzorica Otedoh - Zair, Rwanda, Burundi
16. Raphia sese De Wild. - Zair
17. Raphia sudanica A. Chev. - Africa de vest, din Senegal până în Cameroon
18. Raphia taedigera (Mart.) Mart. - Nigeria, Camerun, America Centrală (Costa Rica, Nicaragua, Panama), America de Sud (Columbia, statul Pará din Brazilia)
19. Raphia textilis Welw. - Cabinda,  Zaïre, Gabon, Angola
20. Raphia vinifera P. Beauv. - Africa de vest, din Zair până în Benin